# Шутер от третьего лица
Шутер от третьего лица (англ. third-person shooter, TPS) — жанр компьютерных игр, разновидность трехмерных шутеров, в которой управляемый игроком персонаж виден на экране, а геймплей в значительной части состоит из стрельбы. При этом виртуальная камера, как правило, находится позади персонажа, за спиной или плечом.

## Геймдизайн

### Сравнение с шутерами от первого лица
Жанр шутеров от третьего лица тесно связан с жанром шутеров от первого лица, который также основан на отождествлении игрока с его аватаром, однако это разные жанры. Если в шутерах от первого лица игрок может прицеливаться, и его аватар не закрывает обзор, то в шутерах от третьего лица для достижения того же представлено прицеливание «из-за плеча» или «из-за спины» игрового персонажа. Благодаря этой особенности вида от третьего лица разработчики могут добавлять в аватар больше индивидуальности и направлять внимание игрока приемами, подобными использующимся в кинофильмах. Напротив, вид от первого лица позволяет достичь большего погружения игрока во вселенную игры.
Разница в точке обзора влияет на геймплей. В шутерах от третьего лица игрок может более явно видеть область вокруг аватара. Такая точка обзора облегчает взаимодействие персонажа с окружающей средой, например, использование тактических укрытий в игре Gears of War или перемещение в небольших помещениях. Помимо этого, вид от третьего лица лучше подходит для взаимодействия с объектами игрового мира, например, прыжков по платформам, ведения рукопашных боев, вождения транспортных средств. Однако, вид от третьего лица может быть помехой в задачах, требующих точного прицеливания.
Зачастую разработка шутера от третьего лица связана с созданием более пространных и объемных окружений, чем требуется для шутера от первого лица, из-за отличий в точке обзора игрового окружения.
Граница между двумя жанрами иногда весьма условна. Например, во многих шутерах от третьего лица предусмотрен вид от первого лица, облегчающий выполнение заданий, требующих точного прицеливания. Шутер от первого лица Halo: Combat Evolved изначально создавался как шутер от третьего лица, однако в итоге вид был изменён для улучшения интерфейса прицеливания и стрельбы. Игра переключается на вид от третьего лица, когда аватар управляет транспортным средством, более того эта комбинация вида от первого лица для стрельбы и вида от третьего лица для вождения стала применяться и в других играх. Metroid Prime — другой пример шутера от первого лица, который переключается на вид от третьего лица, когда аватар перемещается по игре в режиме Morph Ball. Александр Р. Гэллоуэй пишет: «сцены стрельбы из-за плеча в реальном времени из фильма „Слон“ режиссёра Гас Ван Сент вызвали появление шутеров от третьего лица наподобие Max Payne, близких родственников FPS».

## Историческая справка
Двумерные шутеры от третьего лица существовали с самых первых компьютерных игр, начиная со Spacewar! (1962). Тот же вид от третьего лица представлен в таких клонах игры как Galaxy Game (1971) и Computer Space (1971). Примерами аркадных шутеров с трехмерным видом от третьего лица могут быть: Tempest (1981) от Atari, Radar Scope (1979) от Nintendo, Tube Panic (1983) от Nihon Bussan, Space Harrier (1985) от Sega, Xybots (1987) от Atari, The 3-D Battles of WorldRunner (1987) от Square, его сиквел JJ (1987) и др. В качестве примеров шутеров от третьего лица для домашних компьютеров можно указать: Airheart (1986) от Дэна Горлина (Dan Gorlin) и Forbidden Forest (1986) от Пола Нормана (Paul Norman).
В run’n’gun шутере Contra (1987) от Konami представлено несколько уровней с видом от третьего лица, когда игрок пытается пробиваться через вражеские базы. В другом шутере от третьего лица от Konami, Devastators (1988), персонаж не идет вперед автоматически, вместо этого игрок должен нажимать кнопку «вверх» для перемещения персонажа, при этом объекты на заднем плане масштабируются для создания эффекта приближения. Также в Devastators предусмотрены различные препятствия, которые игрок может использовать в качестве укрытия от вражеского огня, причем эта особенность работает и в кооперативной игре с двумя игроками. В том же году был выпущен похожий шутер Cabal (1988), за которым последовало большое количество клонов, например, NAM-1975 (1990) и Wild Guns (1994). Курт Калата из Hardcore Gaming 101 упоминает игру Last Survivor (1988) от Sega, выпущенную на аркадных автоматах и впоследствии портированную на FM Towns и FM Towns Marty, в которой представлен deathmatch на 8 игроков. Он отмечает, что вид и разделенный экран в игре весьма похожи на игру Xybots, но её геймплей и управление значительно отличаются. В 1993 году Namco выпустила Cyber Sled, трехмерные гонки на выживание в жанре шутеров от третьего лица. Fade to Black (1995) также является примером полностью трехмерного шутера от третьего лица.
Многие считают игру Tomb Raider (1996) от Eidos Interactive (в настоящее время — часть Square Enix Europe) выполненной в жанре шутеров от третьего лица, при этом Джонатан С. Харбоур (Jonathan S. Harbour) из Университета развивающихся технологий утверждает, что она «в значительной степени ответственна за популярность этого жанра». Другие авторы находили влияние игры в таких впоследствии вышедших играх как: BloodRayne (2002), The Contra Adventure (1998), MDK (1997), Duke Nukem: Time to Kill (1998), Burning Rangers (1998), а также Heavy Metal: F.A.K.K.² (2000). В этих играх разработчики избегали использования вида от первого лица из игр типа Doom, предпочитая использовать вид «от третьего лица», просторные трёхмерные окружения и способ управления по типу использованного в Prince of Persia. Игра Mega Man Legends (1997) от Capcom — другой ранний трехмерный шутер от третьего лица, представивший иной подход к жанру. В этой игре типичные черты жанра подверглись влиянию ролевых игр. Приблизительно в то же время вышла Deathtrap Dungeon (1998) от Eidos Interactive и MediEvil от Guerrilla Cambridge (тогда — подразделение Sony Interactive Entertainment), в которых действие ранних трехмерных шутеров от третьего лица помещается в сеттинг фэнтези, в котором вымышленные и альтернативные вооружения имеют тот же эффект, что и огнестрельное оружие на игрока. Игра Die Hard Trilogy (1998) от Fox Interactive во время выхода получила благосклонные рецензии от критиков. Раздел этой игры, созданный по мотивам фильма «Крепкий орешек», представлял собой раннюю игру в жанре шутеров от третьего лица.
В Syphon Filter (1999) от Eidetic (в настоящее время — SIE Bend Studio) вид от третьего лица совмещается с элементами экшн-геймплея из игр типа GoldenEye 007 (1997) или Metal Gear Solid (1998). Ричард Роуз третий (Richard Rouse III) пишет в Gamasutra, что эта игра стала самым популярным шутером от третьего лица для PlayStation. Версия для Nintendo 64 игры Army Men: Sarge’s Heroes от The 3DO Company выпущена в том же году, что и Syphon Filter, и является примером популярного раннего шутера от третьего лица, в котором игрок мог управлять прицелом оружия самостоятельно, используя два аналоговых стика. С другой стороны, в Tomb Raider и Syphon Filter протагонист автоматически прицеливается в антагонистов. Принуждение игрока к самостоятельному прицеливанию или только создание такой возможности, а также использование для прицеливания стиков или мыши стало общепринятым явлением в более поздних шутерах от третьего лица, например, Oni (2001), Max Payne (2001) и SOCOM U.S. Navy SEALs (2002). Max Payne заслужил крайне лестные отзывы как отличный шутер от третьего лица, пропитанный духом гонконгских фильмов-боевиков. Resident Evil 4 (2005) оказал заметное влияние, благодаря «переосмыслению» жанра шутеров от третьего лица. В игре используется вид «из-за плеча» персонажа, причем виртуальная камера расположена непосредственно над его правым плечом, благодаря чему ничто не заслоняет действие.
В течение последнего десятилетия в шутерах от третьего лица появился новый тип игровой механики, преобразивший жанр, это — система укрытий. Она присутствует уже в игре WinBack (1999) от Koei. В Kill Switch (2003) эта механика представлена как ключевой элемент геймплея, наряду с системой слепого огня. В Gears of War (2006) уже широко используются различные тактические элементы типа укрытий, появившиеся под влиянием Kill Switch, наряду со смещенным из центра виртуальной камеры протагонистом, наподобие Resident Evil 4. Игра оформлена во мрачных тонах существенно в большей степени, чем предыдущие игры, кроме того в ней реализована уникальная механика, вознаграждающая игрока в случае правильного применения перезарядки оружия. Игры Gears of War, Army of Two (2008) и Resident Evil 5 (2009) в значительной степени делают акцент в сторону режима кооперативной игры для двух игроков. По состоянию на 2009 год игры в жанре шутеров от третьего лица имеют большую аудиторию вне Японии, преимущественно в Северной Америке.
Вышедшая в 2010 году игра Vanquish от Platinum Games представляет геймплей, напоминающий так называемые «маниакальные» шутеры, в котором пули и ракеты летят со всех сторон.